# Мисия до Марс
„Мисия до Марс“ (на английски: Mission to Mars) е американски научнофантастичен филм от 2000 г., на режисьора Брайън Де Палма. Премиерата на филма е на 10 март 2000 г.

## Сюжет
Внимание:  Текстът по-долу разкрива сюжета на произведението (или части от него)!
Годината е 2020 и първата мисия с екипаж до Марс, под ръководството на Люк Греъм се приземява на червената планета. Но марсианският пейзаж крие странна и шокираща тайна, която предизвиква катастрофално бедствие за екипажа. Скоро, всички участници с изключение на Люк Греъм, умират.
За да разгадае последното послание на Греъм, НАСА изпраща спасителна мисия на Марс, за да разследва случилото се и да върне оцелелите от първия екипаж – ако има такива.
След като се сблъсква с почти непреодолими опасности, но се справя благодарение на взаимната подкрепа и приятелство, екипажът най-после стига до Марс, където го очаква изумително откритие…

## Актьорски състав
| Актьор           | Роля          |
| ---------------- | ------------- |
| Гари Сънийс      | Джим Макконел |
| Тим Робинс       | Ууди Блейк    |
| Дон Чийдъл       | Люк Греъм     |
| Джери О'Конъл    | Фил Олмайер   |
| Кони Нилсен      | Тери Фишър    |
| Армин Мюлер-Щал  | Ремие Бек     |
| Каван Смиф       | Николас Уилис |
| Ким Дилейни      | Меги Макконел |
| Питер Аутербридж | Сергей Киров  |
| Елиз Нил         | Дебра Греъм   |
| Мерилин Нори     | Луиза         |
| Джил Тид         | Рене Коте     |
| Карло Рота       | посланик      |